# Kinh tế Indonesia
Kinh tế Indonesia là một nền kinh tế thị trường công nghiệp mới trong đó chính phủ và các doanh nghiệp tư nhân đóng vai trò chủ đạo, đây là nền kinh tế có quy mô lớn nhất khu vực Đông Nam Á, thứ 5 châu Á, xếp hạng 16 theo GDP danh nghĩa hoặc hạng 7 toàn cầu theo GDP sức mua tương đương. Năm 2019, nền kinh tế Internet của Indonesia đạt 40 tỷ USD và dự kiến sẽ đạt 130 tỷ USD vào năm 2025. Kinh tế Indonesia là nền kinh tế duy nhất của Đông Nam Á đạt mốc nghìn tỷ USD cũng như góp mặt trong G-20. Quốc gia này hiện có hơn 141 công ty sở hữu quốc doanh, hoạt động kinh doanh các mặt hàng cơ bản như dầu mỏ, gạo, và điện lực. Trong cuộc khủng hoảng tài chính châu Á từ giữa năm 1997, chính phủ đã nắm lấy một tỷ lệ đáng kể các tài sản thuộc sở hữu tư nhân đã tăng một cách đáng ngạc nhiên. Trong khoảng 30 năm cầm quyền của tổng thống Suharto, nền kinh tế Indonesia đã tăng trưởng nhanh chóng, GDP bình quân đầu người từ mức chỉ khoảng 70 USD đã lên đến trên 1.000 USD trong năm 1996. Nhờ chính sách tài chính và tiền tệ khôn ngoan, tỷ lệ lạm phát được giữ trong khoảng 5%-10%, đồng Rupiah đã trở lên ổn định, chính phủ đã tránh được sự thâm hụt ngân sách.

## Xu hướng kinh tế vĩ mô
Đây là bảng thống kê tổng sản phẩm quốc nội của Indonesia theo giá cả thị trường bởi Quỹ Tiền tệ Quốc tế, đơn vị tính là triệu Rupiah.
| Năm  | GDP           | tỷ giá hối đoái USD/rupiah | Chỉ số lạm phát (2000=100) |
| ---- | ------------- | -------------------------- | -------------------------- |
| 1980 | 60.143.191    | 626.98                     | 12                         |
| 1985 | 112.969.792   | 1.110,58                   | 20                         |
| 1990 | 233.013.290   | 1.842,80                   | 29                         |
| 1995 | 502.249.558   | 2.248,60                   | 44                         |
| 2000 | 1.389.769.700 | 8.396,33                   | 100<                       |
| 2005 | 1.678.664.096 | 9.705,16                   | 155                        |